# براكل
براكل ألمانيا (بالألمانية: Brakel, Germany) هي بلدة ألمانية تقع في ألمانيا في هوكستر. يقدر عدد سكانها بـ 17,097 نسمة .